# Розов, Алексей Васильевич
Алексе́й Васи́льевич Ро́зов (1843 — после 1916) — российский историк.
Окончил Киевскую духовную академию (1865), в которой затем состоял профессором новой общей гражданской истории. Преподавал в Черниговской духовной семинарии, в 1867 получил степень магистра богословия. 
С 1869 преподавал в Киевской духовной академии (библиотекарь, доцент (с 1870) по кафедре общей древней гражданской истории). 
С 1873 — экстраординарный профессор. 
С 1891 — доктор церковной истории («Христианская Нубия», часть I), заслуженный ординарный профессор. Действительный статский советник (1900). 
В 1903 Розова утвердили в потомственном дворянстве. 
С 1909 — сверхштатный заслуженный ординарный профессор Киевской духовной академии.
Докторская диссертация на тему: «Христианская Нубия. Источники для истории христианства в Нубии» (Киев, 1890).